# Perimedes

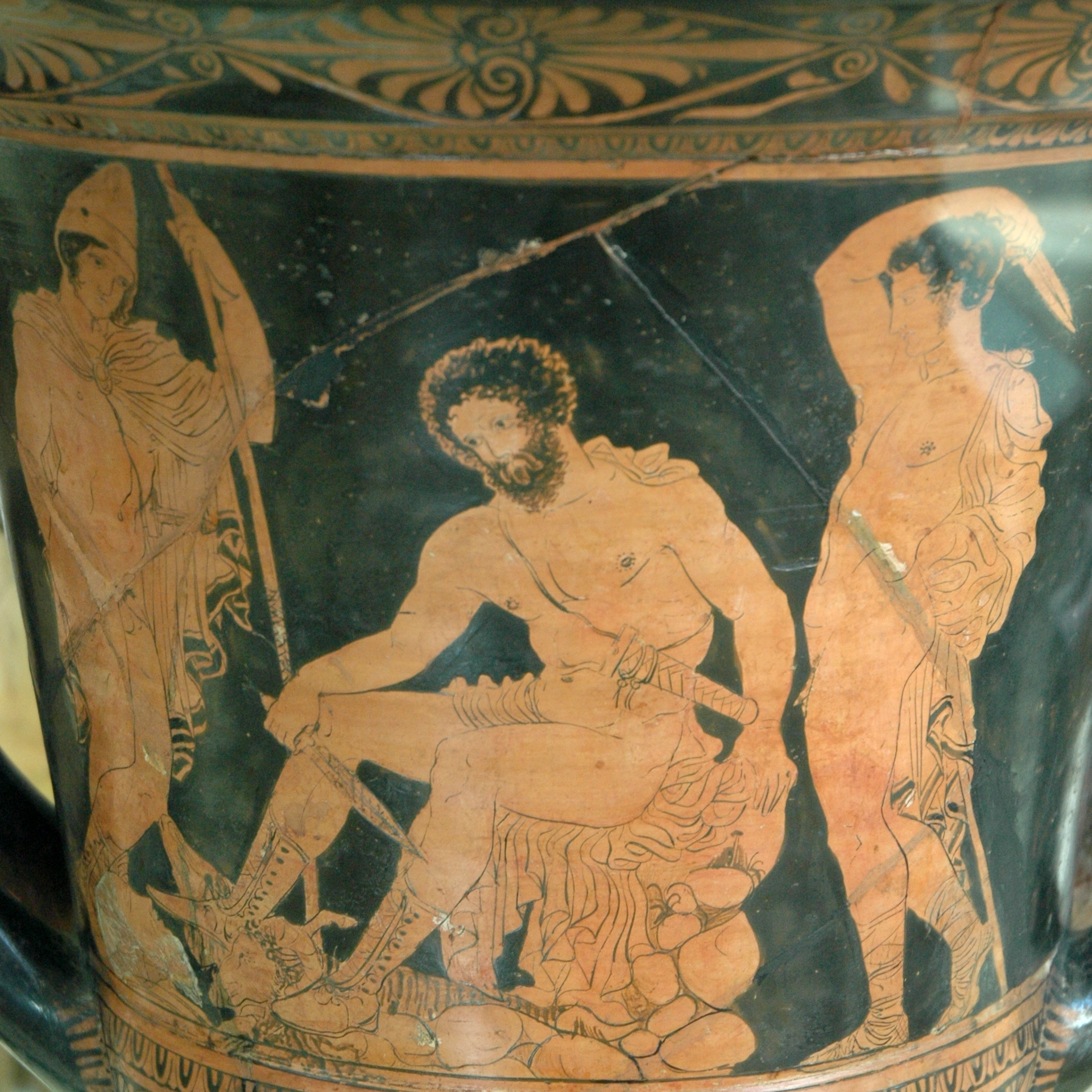
Ulises, sentado entre Euríloco y Perimedes, consulta la sombra de Tiresias. Lado A de un vaso de Lucano de figuras rojas, ca. 380 a. C.

En la mitología griega, Perimedes (Περιμήδης) es un personaje de la Odisea (cantos IX, XI y XII), compañero de Odiseo en su regreso a Ítaca.  Junto con Euríloco, ató a Odiseo al mástil del barco cuando la flota encontró a las sirenas y como todos los últimos compañeros de Ulises, murió en el naufragio del último barco.